# Kåre Foss
Kåre Foss, född 10 april 1895 i Kristiania (nuvarande Oslo), död där 21 oktober 1967, var en norsk litteraturhistoriker.
Foss blev filosofie doktor 1934, var lektor i norska vid Sorbonne 1923–1927, blev universitetsstipendiat 1928 och var överlärare vid Oslo handelsgymnasium 1928–1937. År 1937 blev han direktör vid handelsgymnasiet och 1948 professor i fransk litteraturhistoria vid Oslo universitet. Foss var från redaktionssekreterare i Edda från 1928. Han utgav en rad avhandlingar och studier i norsk och fransk litteraturhistoria, bland annat Gabriel Finne i lys av sin samtid (1922), Ludvig Holbergs naturrett på idéhistorisk bakgrunn (1934), Andslivet på 1700-tallet (1943), Rettsstaten og dens historie (1945) samt Konge for en dag (1946).